# Hadžime Hosogai
Hadžime Hosogai (japonsko 細貝 萌), japonski nogometaš, * 10. junij 1986.
Za japonsko reprezentanco je odigral 30 uradnih tekem.